# Omfacita
L'omfacita és un mineral silicat de la classe dels inosilicats que pertany al subgrup dels clinopiroxens. Va ser descoberta l'any 1815 al complex metamòrfic de Münchberg a Francònia, Baviera, Alemanya. El seu nom deriva del grec i significa "raïm verd" pel seu color característic. Alguns sinònims que emprats per anomenar el mineral són: diopsidjadeïta, mayaïta o tuxtlita.

## Característiques químiques
És un inosolicat amb diferents elements a la seva estructura: calci, sodi, ferro i alumini. Pertany al grup dels piroxens (inosilicats de cadena simple) i dins d'aquest grup pertany al subgrup dels clinopiroxens, en el qual es classifiquen els piroxens que cristal·litzen en el sistema monoclínic.
En realitat és un terme mitjà de la solució sòlida augita-jadeïta-egirina, amb un contingut d'entre el 25% i el 75% de jadeïta (NaAlSi₂O₆) i d'enre un 75% i 25% d'augita ((Ca,Mg,Fe)₂(Si,Al)₂O₆) i d'entre el 0% i el 25% d'egirina (NaFe3+Si₂O₆).
A més a més dels elements presents a la fórmula, pot contenir diferents impureses i en diferent quantitat: titani, crom, manganès, potassi, i aigua (en forma de grups hidroxil.

## Formació i jaciments
És un component primari i abundant de l'eclogita (roca metamòrfica), també és present en les xemeneies kimberlítques. També se sol trobar en ofiolita, així com en esquist blau associada amb glaucòfana.
Altres minerals associats poden ser granat, quars, cianita, corindó, hornblenda, escapolita i/o epidota.